# Jeffery Amherst
Jeffery Amherst, 1.º Barão Amherst KCB (por vezes escrito Geoffrey ou Jeffrey, ele mesmo escrevia seu nome como Jeffery) (Sevenoaks, Kent, 29 de janeiro de 1717 — Sevenoaks, 3 de agosto de 1797) serviu como oficial do Exército Britânico e como Comandante-em-Chefe das Forças.
Amherst é mais conhecido como um dos vencedores da Guerra Franco-Indígena, quando conquistou Louisbourg, a Cidade de Quebec e Montreal. Foi também o primeiro governador-geral britânico nos territórios que mais tarde formaram o Canadá. Vários locais e ruas recebem seu nome, tanto no Canadá, quanto nos Estados Unidos. Amherst é também famoso por catalisar os primeiros incidentes históricos de guerra biológica, uma vez que endossou e ordenou a doação de cobertores infectados com varíola para os nativos. Os acontecimentos são narrados no capítulo 5 de Uma História do Povo dos Estados Unidos, de Howard Zinn.

## Juventude
Jeffery Amherst nasceu em Sevenoaks, Inglaterra, em 29 de janeiro de 1717, em uma família de advogados. Entre seus irmãos está o almirante John Amherst e o tenente-general William Amherst. Desde cedo recebeu o mecenato do duque de Dorset. Amherst se tornou militar em 1735, quando ingressou como alferes nos Grenadier Guards.
A partir de 1741 serviu na Guerra de Sucessão Austríaca. Seu regimento fez parte da força britânica enviada para proteger os Países Baixos Austríacos em 1741. Tornou-se assessor do general John Ligonier no ano seguinte. Como oficial, participou da batalha de Dettingen em 1743 e da batalha de Fontenoy. Juntamente com a maior parte do exército em Flandres, foi chamado de volta à Grã-Bretanha durante a Rebelião jacobita em 1745. De volta ao continente, foi-lhe dado um posto de prestígio como assessor do duque de Cumberland, o comandante das forças britânicas e viu ainda mais ações de combate.

## Guerra dos Sete Anos

### Alemanha
Em fevereiro 1756 Amherst foi nomeado commissariat para as forças de Hesse que haviam sido formadas para defender Hanôver como parte do Exército de Observação. Como parecia provável uma tentativa de invasão francesa contra a própria Grã-Bretanha, Amherst recebeu ordens em abril para providenciar o transporte de milhares de alemães para o sul da Inglaterra para reforçar as defesas da Grã-Bretanha. Em 1757 como o perigo imediato para a Grã-Bretanha tinha passado, as tropas foram levadas de volta para Hanôver para se juntarem a um exército crescente sob o comando do duque de Cumberland. Amherst lutou junto com as tropas de Hesse na batalha de Hastenbeck, em julho de 1757. A derrota dos Aliados forçou o exército a uma retirada em direção ao norte, até Stade no litoral do Mar do Norte.
Amherst ficou desanimado pelo recuo e pela Convenção de Klosterzeven pelo qual Hanôver concordou em retirar-se da guerra. Começou então a preparar-se para dissolver as tropas de Hesse sob o seu comando, até que recebeu o aviso de que a Convenção tinha sido repudiada e a força aliada estava sendo reestruturada. Amherst estava em Stade se preparando para retomar a ofensiva sob a liderança do novo comandante do exército, o duque Ferdinand de Brunswick-Lunebourg, quando recebeu a notícia de que deveria retornar à Inglaterra.

### Louisbourg
Amherst conquistou fama durante a Guerra dos Sete Anos, especialmente na campanha norte-americana conhecida nos Estados Unidos como a Guerra Franco-Indígena. Após atuar na Europa em 1757, Amherst comandou os britânicos no ataque a Louisbourg em 1758. Amherst julgou que o ano estava muito avançado para ele para tentar ataques a Quebec ou a Nova Orleães e retornou à Grã-Bretanha.
Na esteira disso, Amherst foi promovido para ocupar o posto de comandante-em-chefe do exército britânico na América do Norte, e liderou a vitoriosa  conquista britânica da Nova França. Em 1759, enquanto que James Wolfe sitiava e, posteriormente, capturava Quebec com um exército, Amherst comandou outro exército contra as tropas francesas no lago Champlain, onde capturou o Forte Ticonderoga enfrentando pouca resistência mas, teve o seu avanço frustrado e precisou adiar qualquer deslocamento em direção a Montreal, até o ano seguinte.

### Montreal
Em 8 de setembro de 1760, Amherst liderou um exército descendo o rio São Lourenço a partir do lago Ontário, e capturou Montreal, encerrando com o domínio francês na América do Norte. Enfureceu os comandantes franceses, recusando-lhes a "honra de guerra" (o direito cerimonial de uma guarnição derrotada em permanecer com suas bandeiras); o Cavaleiro da Lévis queimou a cores em vez de entregá-las. Amherst ocupou o cargo de governador militar do Canadá de 1760 a 1763. Para celebrar a queda de Montreal em 8 de setembro de 1760 e a capitulação da Nova França para os britânicos, John Worgan compôs "A canção da tomada de Mont-Real pelo general Amherst" em 1760.
De sua base em Nova York, Amherst supervisionou o envio de tropas para participar de expedições britânicas nas Índias Ocidentais que levou à captura pelos britânicos da Dominica em 1761 e da Martinica e Cuba em 1762.
Depois da invasão francesa da Terra Nova em junho de 1762, Amherst enviou o seu irmão William Amherst com uma força para retomar a ilha, o que ele fez após a batalha de Signal Hill em alguns dos últimos combates guerra.

## A Guerra de Pontiac
As hostilidades entre os nativos americanos e os britânicos após o término da Guerra Franco-Indígena levaram a uma das primeiras tentativas documentadas de guerra biológica na história norte-americana. Em resposta ao levante de 1763 conhecido como a Guerra de Pontiac, o coronel Henry Bouquet escreveu a Amherst, seu comandante, com a sugestão de que os britânicos distribuíssem para os índios cobertores infectados com varíola. Amherst aprovou o plano e expressou sua vontade de adotar qualquer "outro método que pudesse servir para extirpar essa raça abominável". William Trent, um oficial de Forte Pitt, descreveu a distribuição dos cobertores infectados de varíola para os índios em seu diário; porém, isso ocorreu várias semanas antes de Amherst aceitar o plano de Bouquet e não está claro qual o papel, se houve, dos homens envolvidos no incidente.
Amherst foi chamado de volta para casa, a fim de que pudesse ser consultado sobre futuros planos militares na América do Norte, e deveria ser elogiado por sua conquista do Canadá. Em vez disso, uma vez em Londres, foi convidado para explicar a recente rebelião. Foi forçado a defender sua conduta, e enfrentou as queixas feitas por Sir William Johnson e George Croghan sobre a sua política indigenista. Eles com sucesso pressionaram a Câmara de Comércio que resultou na remoção de Amherst. Foi sucedido no seu comando por Thomas Gage.

## Carreira política

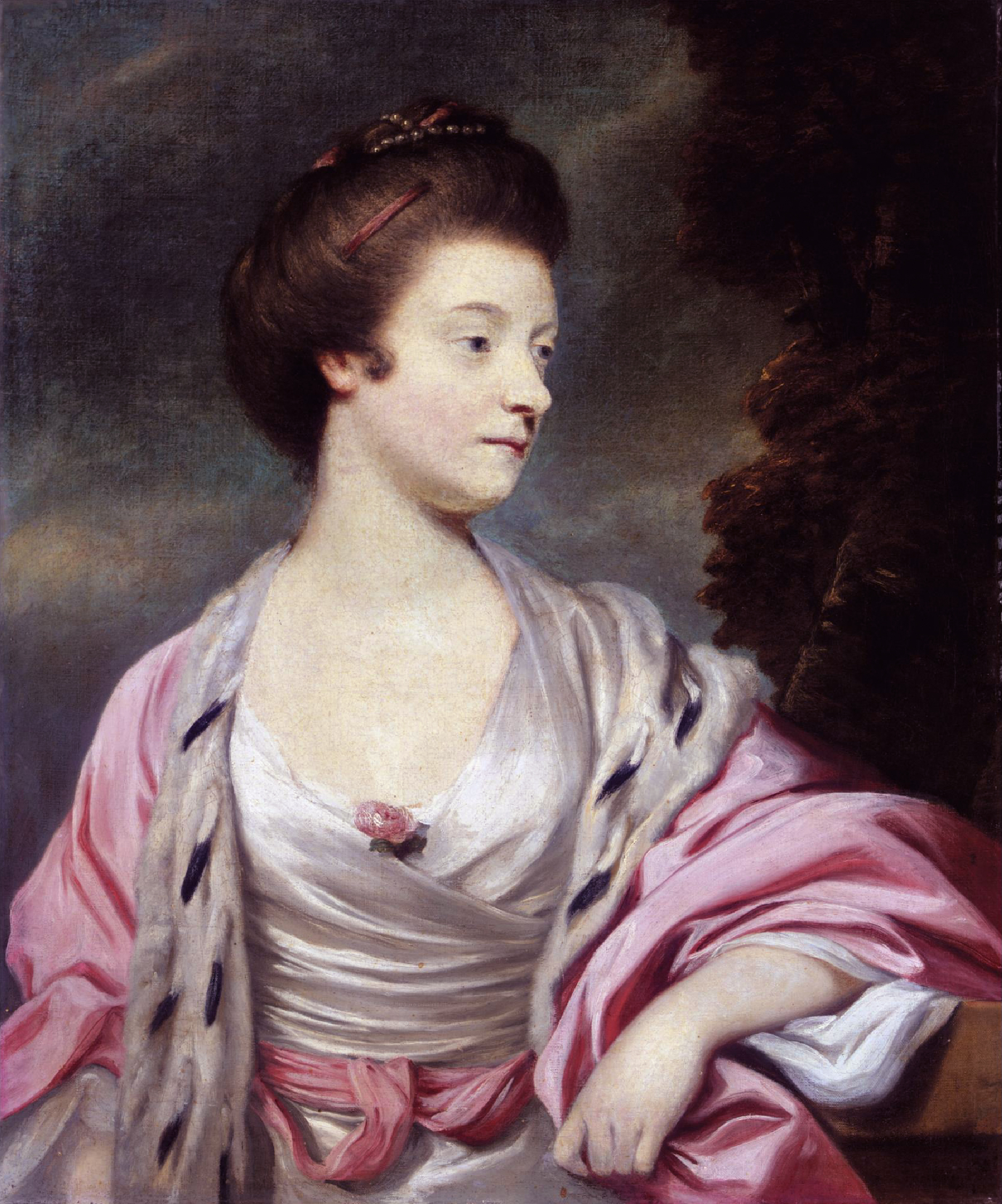
Em 26 de março de 1767 Jeffrey Amherst casou com Elizabeth, filha do general George Cary (Joshua Reynolds, 1767).

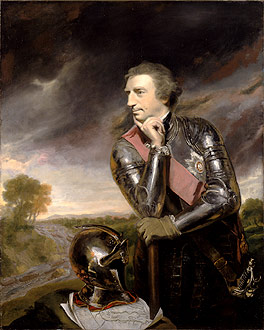
Amherst por Joshua Reynolds

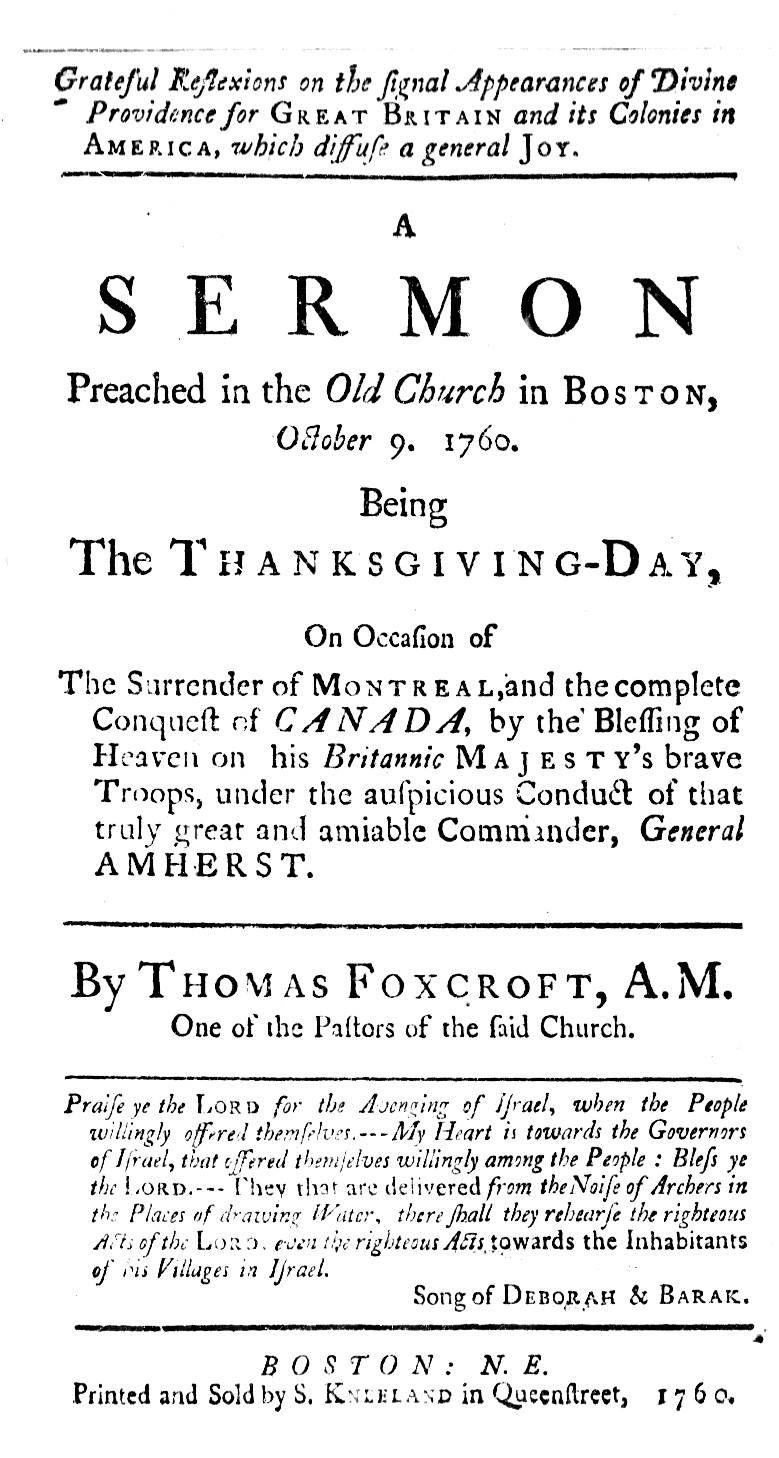
A Rendição do Canadá, por Thomas Foxcroft, Boston, 1760.

Amherst serviu como o nominal Governador da Virgínia de 1759 a 1768, apesar de Francis Fauquier continuar com o seu papel de governador em exercício do mandato anterior. Durante este período, Amherst serviu também como primeiro Governador Geral da América do Norte Britânica de 1760 a 1763. Este posto ainda existe como monarca canadense representante no Canadá. Amherst retornou à Grã-Bretanha após a Guerra de Pontiac, mas ficou decepcionado com a recepção que recebeu.
Em 1772 foi nomeado tenente-general da Artilharia e logo ganhou a confiança de Jorge III, que inicialmente pretendia dar o posto para um membro da Família real.

## Guerra da Independência
Amherst recebeu o título de pariato em 1776, como Barão Amherst de Holmesdale. Durante a Guerra da Independência dos Estados Unidos ele rejeitou um comando de campo, já que tinha relações estreitas com inúmeras personalidades do lado oposto. Foi promovido a general em 1778, e tornou-se Comandante-em-Chefe das Forças, que lhe deu um lugar no Gabinete.
Em 1778, quando o comandante britânico na América do Norte, William Howe, pediu para ser dispensado, Amherst foi considerado como um substituto pelo governo. Porém, sua insistência de que seria necessário 75 mil soldados para derrotar completamente a rebelião não era aceitável para o governo, e Henry Clinton foi o escolhido para assumir o lugar de Howe na América. Após a derrota britânica em Saratoga, Amherst defendeu uma guerra limitada na América do Norte, mantendo posições seguras ao longo da costa, defendendo o Canadá, a Flórida Oriental e Ocidental, e as Índias Ocidentais ao mesmo tempo em que se colocava mais esforço para uma guerra no mar. Com a entrada da França na guerra em 1778, esta foi a estratégia largamente adotada pelo governo britânico.

### O medo da invasão franco-espanhola
Um plano de longa data dos franceses era o conceito de uma invasão da Grã-Bretanha, que eles achavam que levaria a um fim rápido da guerra se fosse bem sucedido. Em 1779 a Espanha entrou na guerra ao lado da França, e o estado cada vez mais enfraquecido das forças britânicas tornava uma invasão ainda mais atraente. Amherst organizou defesas no território da Grã-Bretanha na expectativa de uma invasão franco-espanhola efetuada pela Armada de 1779, mas o desembarque inimigo foi descartado.

### Os distúrbios de Gordon
Em junho de 1780 Amherst supervisionou o exército britânico quando foi suprimido um movimento anti-católico conhecido por distúrbios de Gordon, em Londres. Após a eclosão da revolta, Amherst posicionou a pequena guarnição londrina de cavalaria e infantaria da melhor maneira que pôde, mas foi prejudicado pela relutância dos magistrados civis em autorizar uma ação decisiva contra os manifestantes. Os soldados de linha e da milícia foram trazidos de condados vizinhos, engrossando as forças à disposição de Amherst em mais de 15 mil homens, muitos dos quais foram alojados em tendas no Hyde Park. Uma forma de Lei marcial foi declarada, dando às tropas a autoridade para disparar sobre as multidões. As forças de Amherst foram capazes de manter a cidade sob controle e a autoridade civil foi logo restaurada. Amherst ficou pessoalmente alarmado com o fracasso das autoridades para reprimirem os distúrbios.
Amherst foi substituído como comandante-em-chefe, em fevereiro de 1782 por Henry Seymour Conway.

## Últimos anos
Em 1788 Amherst recebeu o título de Barão Amherst de Montreal com uma disposição especial que permita que esse título passasse para o seu sobrinho (como Amherst não tinha filhos, o título Holmesdale foi extintos após a sua morte). Voltou a ser o comandante-em-chefe em 1793, ano em que Grã-Bretanha entrou nas guerras revolucionárias francesas, e é geralmente considerado como o responsável por permitir que as forças armadas entrassem em profundo declínio, uma causa direta do fracasso das primeiros campanhas nos Países Baixos. William Pitt falou dele: "sua idade e, talvez, o seu temperamento natural, são pouco adequados para as atividades e a energia que o momento atual exige”. Horace Walpole chamou-o de "aquele tronco de madeira cuja estupidez e incapacidade são crenças do passado”. "Ele permitiu que inúmeros abusos aumentassem no exército ... Manteve o seu comando, embora quase em sua velhice, com uma tenacidade que não pode ser muito censurada”. Deixou o posto em 1795, para ser substituído pelo duque de York, e foi promovido ao posto de marechal no ano seguinte.

## Legado
Vários locais receberam seu nome: Amherstburg, Ontário, local da General Amherst High School; Amherst, Massachusetts, local da Universidade de Massachusetts-Amherst e Amherst College (embora o colégio receba o nome da cidade, e não do homem, a apelido de atletismo da escola é "o Lorde Jeffs" e a mascote do time é um senhor vestido com algo que se aproxima um uniforme oficial britânico do século XVIII, mas em roxo, uma das cores da escola, e não vermelho); Amherst, New Hampshire, Amherst, Nova Escócia, Amherst, Nova Iorque, Condado de Amherst, Virgínia, ilha de Amherst, Ontário, e Amherst Island, o nome em inglês para Île d'Havre-Aubert das Ilhas da Madalena, Quebec.
O Arquivo e Coleções Especiais no Amherst College contêm alguns dos documentos e correspondência de Amherst.

### Montreal House
Após a tomada de Montreal em 1760, Amherst construiu a Montreal House em sua nativa Sevenoaks, Kent, para ser sua sede. Durante o final do século XIX e início do século XX a casa e a família organizaram um piquenique de verão anual para as crianças educadas na escola júnior que eles fundaram na aldeia de Riverhead; a escola ainda traz o brasão de armas dos Amherst. Com o declínio da fortuna da família, a casa foi demolida no verão de 1936 para dar lugar a um conjunto habitacional. Hoje, apenas um único obelisco, a portaria octogonal e o abandonado caramanchão de pedra permanecem como um memorial.
A inscrição da propriedade: Para comemorar o encontro providencial e feliz de três irmãos com esse seu chão paternal em 25 de janeiro de 1761, após seis anos de guerra gloriosa, na qual os três estiveram envolvidos com êxito em vários climas, estações e serviços.
- Dedicado àqueles mais capazes estadistas, durante cuja administração Cabo Breton e Canadá foram conquistados e de cuja influência as armas britânicas derivaram um Grau de Lustre sem paralelo em épocas passadas.
- Louisbourg rendeu-se e Seis Batalhões Franceses Prisioneiros de Guerra 26 de julho de 1758
- Du Quesne tomado posse em 24 de novembro de 1758
- Niagara rendeu-se em 25 de julho de 1759
- Ticonderoga tomado posse em 26 de julho de 1759
- Crown Point tomado posse em 4 de agosto de 1759
- Quebec capitulou em 18 de setembro de 1759
- Fort Levi rendeu-se em  25 de agosto de 1760
- Ile au Noix abandonado em 28 de agosto de 1760
- Montreal rendeu-se e com ela todo o Canadá e 10 Batalhões franceses abandonaram suas armas em 8 de setembro de 1760
- St Johns Newfoundland retomada em 18 de setembro de 1762

## Leituras adicionais
- Anderson, Fred (2001), Crucible of War: The Seven Years' War and the Fate of Empire in British North America, 1754-1766, London: Faber and Faber.
- Cappel, Constance (2007), The Smallpox Genocide of the Odawa Tribe at L'Arbre Croche, 1763: The History of a Native American People, ISBN 0773452206, Lewiston, NY: The Edwin Mellen Press.
- Chartrand, René (2000), Louisbourg 1758: Wolfe's first siege, Oxford: Osprey.
- Hibbert, Christopher (1958), King Mob: The story of Lord George Gordon and the Riots of 1780, London: Longmans, Green & Co.
- Hibbert, Christopher (1990), Redcoats and Rebels: The American Revolution through British eyes, New York: Avon Books.
- Long, J. C. (1933), Lord Jeffery Amherst: A Soldier of the King, New York: MacMillan.
- Mayo, Lawrence Shaw, Jeffrey Amherst: A Biography.
- Middleton, Richard, ed. (2003), Amherst and the conquest of Canada : selected papers from the correspondence of Major-General Jeffrey Amherst while Commander-in-Chief in North America from September 1758 to December 1760, ISBN 0750931426, Stroud: Sutton Publishing for the Army Records Society.
- O'Toole, Fintan (2006), White Savage: William Johnson and the Invention of America, London: Faber and Faber.
- Patterson, Alfred Temple (1960), The Other Armada: The Franco-Spanish Attempt to Invade Britain in 1779, Manchester: University of Manchester Press.